# Urbanushoeve
De (Sint-)Urbanushoeve is een voormalige boerderij in de Nederlandse plaats Venlo. Het pand bevindt zich aan de Sint Urbanusweg, de oude verbindingsweg tussen Venlo en Velden.

## Geschiedenis
In 1711 werd het gebouw gebouwd.
In de 19e eeuw werd er een verdieping bovenop geplaatst en deze werd met een zadeldak afgedekt. De boerderij is ook in gebruik geweest als herberg.

## Gebouw
Het gebouw is van het type langgevelboerderij. Het is opgetrokken op een rechthoekig plattegrond en bestaat uit twee delen. Het zuidelijke deel is het woonhuis en wordt gedekt door een zadeldak met pannen. Het noordelijke deel is een schuur die wordt gedekt door een half wolfsdak onder een verlaagde noklijn.